# Arctosa hikosanensis
Arctosa hikosanensis este o specie de păianjeni din genul Arctosa, familia Lycosidae, descrisă de Tanaka, 1985. Conform Catalogue of Life specia Arctosa hikosanensis nu are subspecii cunoscute.